# Уитли (Portal 2)
Уи́тли (англ. Wheatley), также известный как Модуль подавления интеллекта, — персонаж компьютерной игры Portal 2. Представляет собой сферу с различными механическими и электронными составляющими. По сюжету игры, Уитли был намеренно запрограммирован специалистами Aperture Science вести себя глупо и при этом имитировать в речи южно-английский акцент. Уитли сопровождает Челл на первых этапах игры и помогает ей сбежать из лаборатории.

## История
Изначально разработанный как модуль управления для GLaDOS с целью безопасного управления ее интеллектом, этот модуль стал источником непредсказуемых и эксцентричных действий, что привело к его удалению. Позднее переделанный в портативный вид и функционирующий в качестве надзирателя над людьми в криогенной консервации, данный модуль оказался ключевым элементом в повествовании. Уитли, персонаж важный для сюжета, рассказывает о своем предыдущем опыте, когда ему почти удалось получить работу на производстве, однако его место заняла копия самого себя, выбор бригадира. 
Со временем после событий, описанных в Portal, Уитли пробуждает Челл из криогенной камеры в «Центре продолжительной консервации», начиная серию событий, направленных на достижение цели через портальную пушку. Путешествуя по лабиринтам комплекса и создавая хаос, Уитли при этом непрерывно говорит, выражая свои мысли. Важно отметить, что его взаимодействие с Челл показывает его не только как раздражающего, но и в какой-то мере полезного персонажа, способного облегчить прохождение некоторых препятствий в лаборатории. 
Позднее в сюжете герои случайно пробуждают GLaDOS, что приводит к серии событий, включая возвращение в испытательные камеры и повреждения, полученные Уитли под действием манипулятора. Несмотря на это, он продолжает активные попытки помочь Челл сбежать. Замена GLaDOS другим модулем, Уитли, отмечает поворот в истории, приводя Центр развития под свое управление. Однако после конфликта с Челл и GLaDOS, Уитли понимает свои ошибки и попадает в космос, завершая свое участие в происходящих событиях.

## Критика и отзывы

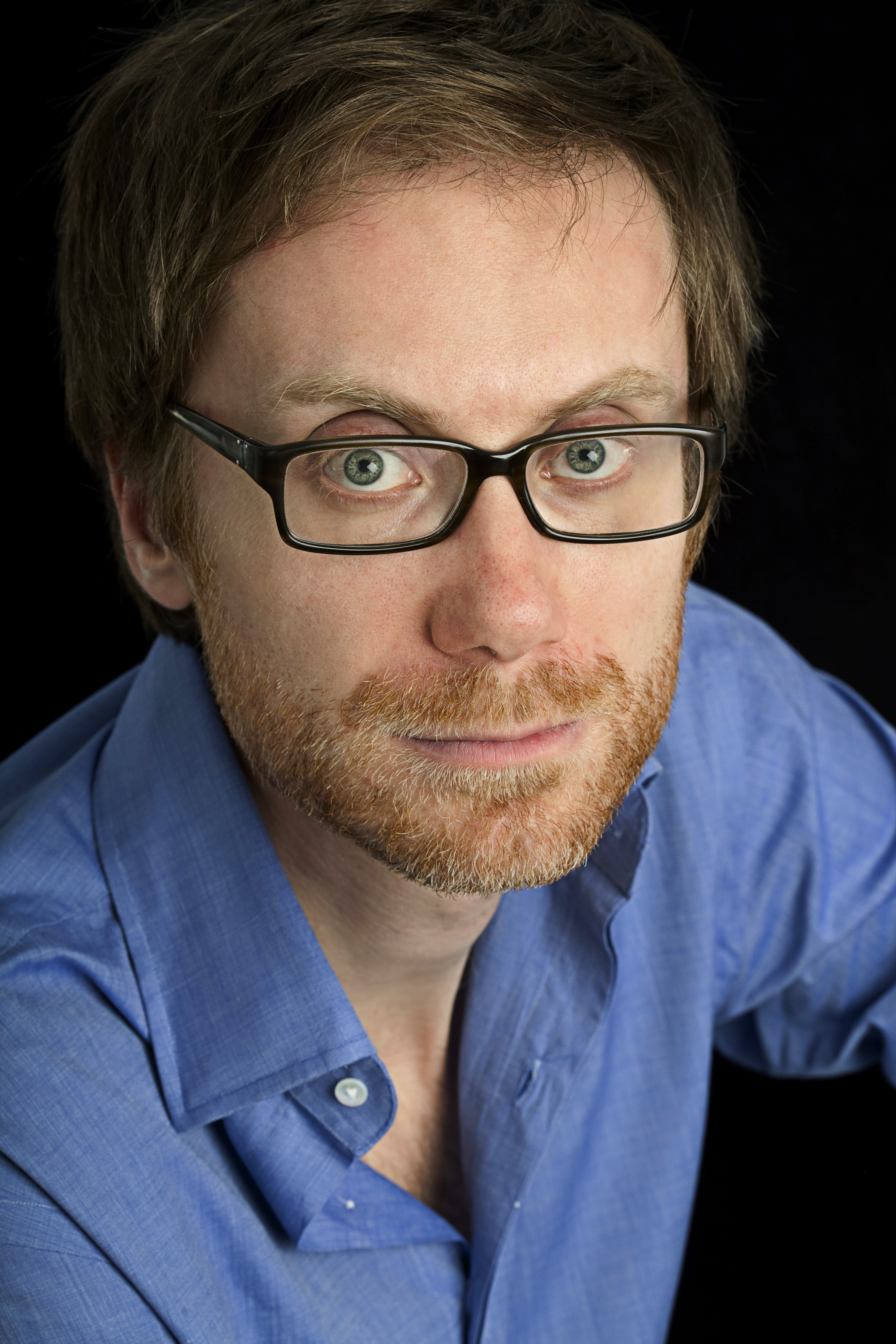
Стивен Мерчант получил множество похвальных отзывов за озвучивание Уитли

Уитли получил множество откликов в прессе. Большинство критиков положительно приняли персонажа.
- В Edge написано, что «нервное заикание и всхлипывание» и «своеобразная отрывистая бристольская картавость» Уитли была «фантастическим выбором».[1] Журналисты Edge пишут, что он послужил «комическим контрастом» для игры и указали, что смена характера персонажа с несчастного на зловещий, изменение роли и «завораживающая анимация глаза» сделали Уитли «незабываемым элементом игры»[2].
- Уилл Татл из GameSpy пишет, что Уитли был «прекрасным шагом» и «точно будет любимчиком фанатов»[3].
- Том Хоггинс, журналист «The Daily Telegraph», написал, что «восхитительно живой» Уитли в «небрежной и нервной манере реагирует на события вокруг вас» и был замечательно исполнен Мерчантом[4]. Позже он написал, что Portal 2 особенно смешна из-за «эффектного контраста между сумасшедше-нервной болтовнёй Уитли и зловещим подгонянием GLaDOS»[5].
- Ник Коуэн из «The Guardian» пишет, что Уитли — «заикающийся механическиротый дроид» и время от времени «смешной и монструозный spinechilling»[6].
- Другой журналист «The Guardian» Уилл Фримен пишет, что «по-видимому чувствующие компьютеры» в Portal 2 являются «выдающимися», хотя игроки могут иметь «различные мнения» об Уитли[7].
- Редактор «The Province» пишет, что исполнение Мерчанта «добавляет игре индивидуальности»[8].
- Джон Хикс, один из авторов «Official Xbox Magazine», похвалил повествование Portal 2 и приводит «весёлый идиотизм» как его характерную черту[9].
- Райан Маккефри из OXM пишет, что Уитли был «великолепно сыгран» Мерчантом[10].
- Энди Робинсон, журналист «Computer and Video Games» написал, что личность Уитли «одинаково громка» с GLaDOS и «блестяща»[11].
- Бен Перли, из издания «GameZone» писал, что Уитли «милый, но глупый» и что он — «очаровательный и неуклюжий, милый маленький парень, который гораздо сложнее, чем вы могли ожидать»[12].
- Расс Питтс из «Escapist», пишет что, Уитли — «полезный и глупый робот-спутник с щебечущим английским акцентом»[13].
- Чад Сапега («The Globe and Mail») описывает персонажа как «чрезвычайно занимательная, но недогадливая сфера»[14].
- Бен Кучера («Ars Technica») пишет, что «Мерчант был блестящим выбором». Он также пишет, что «его манера произношения — прекрасная работа»[15].
- Дэн Стэплтон пишет в журнале «PC Gamer» как похвалил «фантастическое озвучивание» Уитли Мерчантом и написал, что «его манера исполнения похожа на ошеломительно глупого персонажа Рики Джервейса в комедийного сериала „Массовка“»[16]. Крейг Пирсон, другой журналист «PC Gamer» пишет, что «его нервный английский голос… это ещё один показатель, что, хотя Valve не могли знать, что будет с оригинальным Portal, на этот раз они действовали много более уверенно»[17].
- Райан Дэвис из «Giant Bomb» Мерчант изобразил Уитли с «потрясающей нервной энергией»[18].
- Крис Колер в своём обзоре в «Wired» пишет: «Вы влюбитесь в Уитли, дружелюбного робота с золотым сердцем и очаровательным голосом актёра Стивена Мерчанта»[19].
- Адамом Ghiggino писал на сайте PALGN: "игра Мерчанта была блестящей»[20].
- Журналист Video Gamer Ямин Смит писал, что голос Мерчанта был «очень фамильярным» и что Уитли обладает большей индивидуальностью, чем все персонажи многих других игр вместе взятых, несмотря на отсутствие каких-либо отличительных черт во внешнем виде[21].
- Тайлером Уайльд из редакции GamesRadar написал, что Уитли был удивительно выразительным, а также назвал его «неуклюжим»[22].
- Ларри Фрам, журналист CNN, назвал Уитли «глупым, сумасшедшим и вообще ребяческим»[23].
- Лу Кестена из ABC News назвал болтливым, нервным ИИ и написал, что персонаж такой же запоминающийся, как GLaDOS[24].
- Репортёр Entertainment Weekly Джон Янг описал внешность Уитли как «гигантский синий глаз, напоминающий компьютер HAL 9000 с макияжем Apple». Янг также написал, что персонаж был «самым восхитительным искусственным интеллектом, какой только можно было бы представить, и его остроумные шутки и общая неуклюжесть являются частой причиной веселья» и что он был «прекрасно озвучен» Мерчантом[25].
- Редактор CNET пишет, что «если Стивен Мерчант не выиграет все награды за озвучивание компьютерных игр за роль чокнутого спутника-робота главного героя, то нет справедливости ни в этом мире, ни в каком-либо виртуальном»[26].
- Редактор CBS News описал Уитли, как весёлого и преисполненного благими намерениями, но тупого, и добавил, что «взаимодействие между игроком, GLaDOS и Уитли — это то, что даёт Portal 2 его прелесть и большую часть юмора, которая обеспечивает игру очарованием головоломка за головоломкой»[27].
- Репортёр Daily Mail Джеймс О’Брайн называет Уитли «говорливым металлическим шаром», «чей очевидно ограниченный интеллект делает ещё более забавным характерный западно-английский акцент Мерчанта»[28].

Однако не все мнения об Уитли были положительными: так, в статье в Ars Technica объясняется, почему Portal 2 не столь хороша, как его предшественник. Питер Брайт заявил, что роль этого персонажа в сюжете игры была предсказуема, что его глупые, надоедливые шутки повторялись на протяжении всей игры и что «бессмысленный лепет Уитли только портил настроение».